# Uganda ai Giochi della XXIX Olimpiade
L'Uganda ha partecipato ai Giochi della XXIX Olimpiade di Pechino, svoltisi dall'8 al 24 agosto 2008, con una delegazione di 11 atleti.

## Atletica leggera
| Gara       | Atleta             | Batterie | Batterie | Semifinali | Semifinali | Finale   | Finale |
| Gara       | Atleta             | Tempo    | Pos.     | Tempo      | Pos.       | Tempo    | Pos.   |
| ---------- | ------------------ | -------- | -------- | ---------- | ---------- | -------- | ------ |
| 800 m      | Abraham Chepkirwok | 1'43"73  | 1        | 1'49"16    | 7          |          |        |
| 5000 m     | Benjamin Kiplagat  |          |          | 8'20"22    | 4          | 8'20"27  | 9      |
| 3000 siepi | Moses Kipsiro      |          |          | 13'46"58   | 2          | 13'10"56 | 4      |
| 3000 siepi | Geoffrey Kusuro    |          |          | 13'50"50   | 11         |          |        |

| Gara        | Atleta                    | Tempo     | Posizione |
| ----------- | ------------------------- | --------- | --------- |
| 10000 metri | Boniface Kiprop Toroitich | 27'27"28  | 10        |
| Maratona    | Alex Malinga              | 2h 18'26" | 31        |

| Gara  | Atleta         | Batterie | Batterie | Semifinali | Semifinali | Finale | Finale |
| Gara  | Atleta         | Tempo    | Pos.     | Tempo      | Pos.       | Tempo  | Pos.   |
| ----- | -------------- | -------- | -------- | ---------- | ---------- | ------ | ------ |
| 400 m | Justine Bayiga | 54"15    | 7        |            |            |        |        |

## Badminton
| Gara             | Atleta        | Turno 1 | Sedicesimi                                | Ottavi | Quarti | Semifinali | Finale |
| ---------------- | ------------- | ------- | ----------------------------------------- | ------ | ------ | ---------- | ------ |
| Singolo maschile | Edwin Ekiring |         | Park Sung-hwan (Corea del Sud) 5-21, 8-21 |        |        |            |        |

## Pugilato
| Gara               | Atleta        | Sedicesimi                           | Ottavi | Quarti | Semifinali | Finale |
| ------------------ | ------------- | ------------------------------------ | ------ | ------ | ---------- | ------ |
| Pesi mosca leggeri | Ronald Serugo | Pürevdorjiin Serdamba (Mongolia) 5-9 |        |        |            |        |

## Nuoto
| Gara                        | Atleta         | Batterie | Batterie | Semifinali | Semifinali | Finale | Finale |
| Gara                        | Atleta         | Tempo    | Pos.     | Tempo      | Pos.       | Tempo  | Pos.   |
| --------------------------- | -------------- | -------- | -------- | ---------- | ---------- | ------ | ------ |
| 50 m stile libero maschili  | Gilbert Kaburu | 27"72    | 82       |            |            |        |        |
| 50 m stile libero femminili | Aya Nakitanda  | 29"38    | 66       |            |            |        |        |